# بريس (نمين)
بريس هي قرية في مقاطعة نمين، إيران. عدد سكان هذه القرية هو 1,204 في سنة 2006.